# Allianz Parque
Der Allianz Parque ist ein Fußballstadion in der größten brasilianischen Stadt São Paulo im gleichnamigen Bundesstaat. Es ist die im November 2014 fertiggestellte vereinseigene Heimspielstätte des Fußballclubs SE Palmeiras, eines der erfolgreichsten Vereine des Landes. Der Bau entstand auf dem Grund der alten Spielstätte Estádio Palestra Itália, in der Palmeiras von 1917 bis 2010 beheimatet war.

## Geschichte
Der Neubau ist ein Gemeinschaftsprojekt von Palmeiras und dem in São Paulo ansässigen Bauunternehmen WTorre S.A. Der Verein schloss mit dem Unternehmen einen Vertrag über die Errichtung der modernen Veranstaltungsstätte. Die Vereinbarung sieht vor, dass WTorre den Bau durchführt und die Kosten trägt. Im Gegenzug erhält das Bauunternehmen die Einnahmen aus den Eintrittskartenverkäufen der nächsten dreißig Jahre. Hinzu kommt als Betreiber das US-amerikanische Unternehmen Anschutz Entertainment Group (AEG).
Das letzte offizielle Spiel im alten Palestra Itália, ein 4:2-Sieg gegen Grêmio Porto Alegre, wurde am 22. Mai 2010 ausgetragen. Das Abschiedsspiel fand wenig später am 9. Juli zwischen den Hausherren und den Boca Juniors aus der argentinischen Hauptstadt Buenos Aires statt. Die Alviverde verließen mit einer 0:2-Niederlage das Spielfeld ihrer langjährigen Heimstätte und der Abbruch begann. Am 15. Juli 2011 wurde der erste von rund 1400 Pfählen, je 20 Meter lang, in den Baugrund eingesetzt und markierte den Beginn der Fundamentarbeiten. Der erste Betonpfeiler, etwa 18 Meter lang und 25 Tonnen schwer, wurde am 1. September 2011 an seinen Platz gebracht. Weitere 400 der Stützen folgten. Mitte 2013 wurden die Arbeiten an den Betontribünen vollendet und mit der Errichtung des Daches fortgesetzt.
Die Einweihung fand am Abend des 19. November 2014 statt, als Palmeiras im ersten offiziellen Spiel auf Sport Recife traf. Die Partie der Série A verlor man mit 0:2. Das erste offizielle Tor im neuen Stadion erzielte Ananias in der 78. Minute des Spiels. Für den 25. und 26. November 2014 wurden zwei Konzerte von Paul McCartney angekündigt.
Geplant war die Eröffnung für den April 2013. Auch eine Einweihung zum 100. Vereinsjubiläum am 26. August 2014 konnte nicht umgesetzt werden. Die anfänglich veranschlagten Baukosten von 330 Millionen R$ steigerten sich mit 630 Millionen R$ auf fast das Doppelte.

### Ausstattung
Der Allianz Parque nimmt die Grundform des hufeisenförmigen Estádio Palestra Itália auf, bei der die nördliche Kurve erhalten blieb. In der neuen Arena kann dieser Bereich abgeteilt werden, worauf sich dann ein modernes Amphitheater mit 12.000 Plätzen erstreckt. Hinter der Nordkurve entstand ein Parkhaus mit Verbindung zur Arena und mehr als 2.000 Stellplätzen. Auf den umlaufend doppelstöckigen Tribünen bieten sich 43.713 überdachte Sitzplätze. Zu großen Konzerten oder Shows können bis zu 55.000 Besucher in das Stadion. Die 178 Logen sind auf über 2.800 Plätze, der Presse- und Medienbereich für 1.500 Journalisten ausgelegt. Für behinderte und körperlich eingeschränkte Besucher sowie deren Begleiter stehen 1.400 Plätze zur Verfügung.
Die Bestuhlung ist in Beige und verschiedenen Grüntönen gehalten. Das Dach besteht aus einer Stahlträger-Konstruktion, die an fünf Trägerpunkten gehalten wird. Die fünf Träger thronen auf den äußeren Treppenhäusern der Arena. Über das Stadiondach wird Regenwasser gesammelt und zur Bewässerung des Rasens genutzt. Die an der Dachkante installierte Flutlichtanlage verfügt über eine Beleuchtungsstärke von 2.000 Lux. Zwei große LCD-Videowände mit einer Fläche von je 103 m2 (13,44 Meter breit und 7,68 Meter hoch) wurden am Stahlgerüst der Dachkonstruktion montiert. Anfang Juli 2014 waren die Baumaßnahmen zu mehr als 90 Prozent abgeschlossen.
Die Stadionfassade wurde mit gelochten Edelstahlbändern verkleidet, die verschieden breiten Bänder sind zu einem Korbgeflecht, wie etwa bei einem Strandkorb, verarbeitet worden; sie sollen die natürliche Belüftung des Baus fördern. Im Stadion versorgen 500 Antennen die Besucher mit einer Mobilfunkverbindung und einem kostenlosen WiFi-Internetzugang. Damit die Besucher über die Ereignisse im Stadion informiert sind, wurden 700 Bildschirme in der Arena installiert. Zur Ausstattung und weiteren Einrichtungen gehören ein Kongresszentrum, ein Panorama-Restaurant, ein Food-Court, 16 Aufzüge sowie 26 Rolltreppen.
Zum Stadionprojekt gehören weitere Bauten, zu denen unter anderem ein mehrstöckiges Gebäude für verschiedene Sportarten mit einem Fußballfeld auf dem Dach, ein Verwaltungsgebäude, ein Vereinsmuseum sowie Tennis- und Basketball-Plätze gehören. Die Schwimmbadanlage hinter der Südtribüne blieb von den Baumaßnahmen weitgehend unangetastet.
Am 10. August 2022 wurde ein neues LED-Beleuchtungssystem, im Rahmen einer Partnerschaft mit Signify, vorgestellt. Der Allianz Parque wird das erste Stadion in Brasilien mit diesem System mit 180 Philips-LED-Leuchten sein. Es wird auch in der Allianz Arena in München und im Allianz Stadium in Turin genutzt. Es soll den Energieverbrauch im Allianz Parque um bis zu 73 Prozent senken.

### Name
Im April 2013 wurde das Versicherungsunternehmen Allianz SE Namenssponsor der Arena. Insgesamt tragen momentan weltweit sieben Stadien den Namen des deutschen Versicherers. In einer Internetabstimmung standen die drei Vorschläge Allianz 360°, Allianz Parque und Allianz Center als zukünftiger Name zur Wahl. Allianz Parque setzte sich mit der deutlichen Mehrheit von 89 Prozent (bei insgesamt 620.000 Stimmen) am Ende durch. Die Verträge laufen über zwanzig Jahre und sollen eine Höhe von 300 Millionen R$ haben.

## Galerie

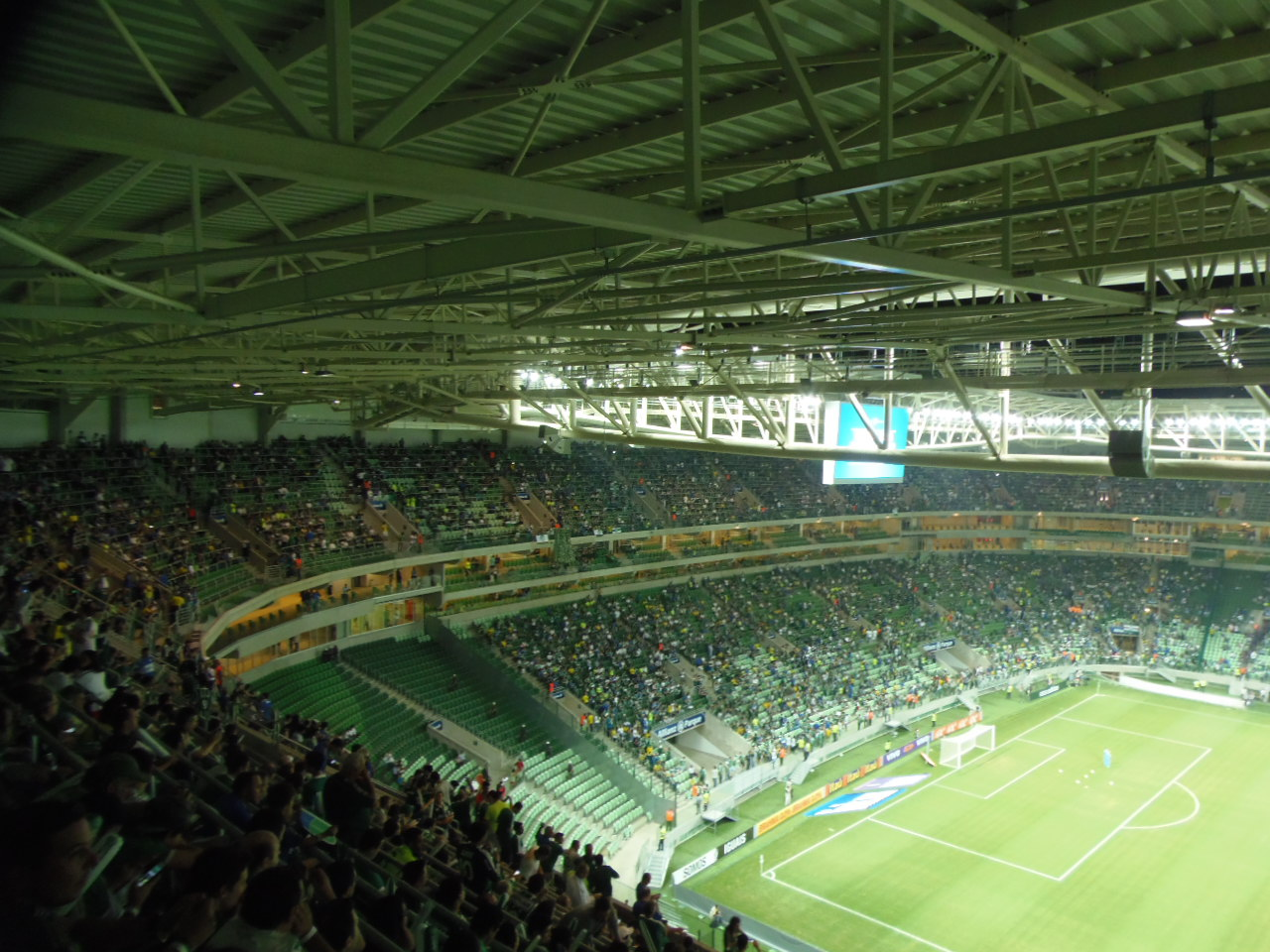
Blick von der Haupttribüne auf die linke Tribünenhälfte
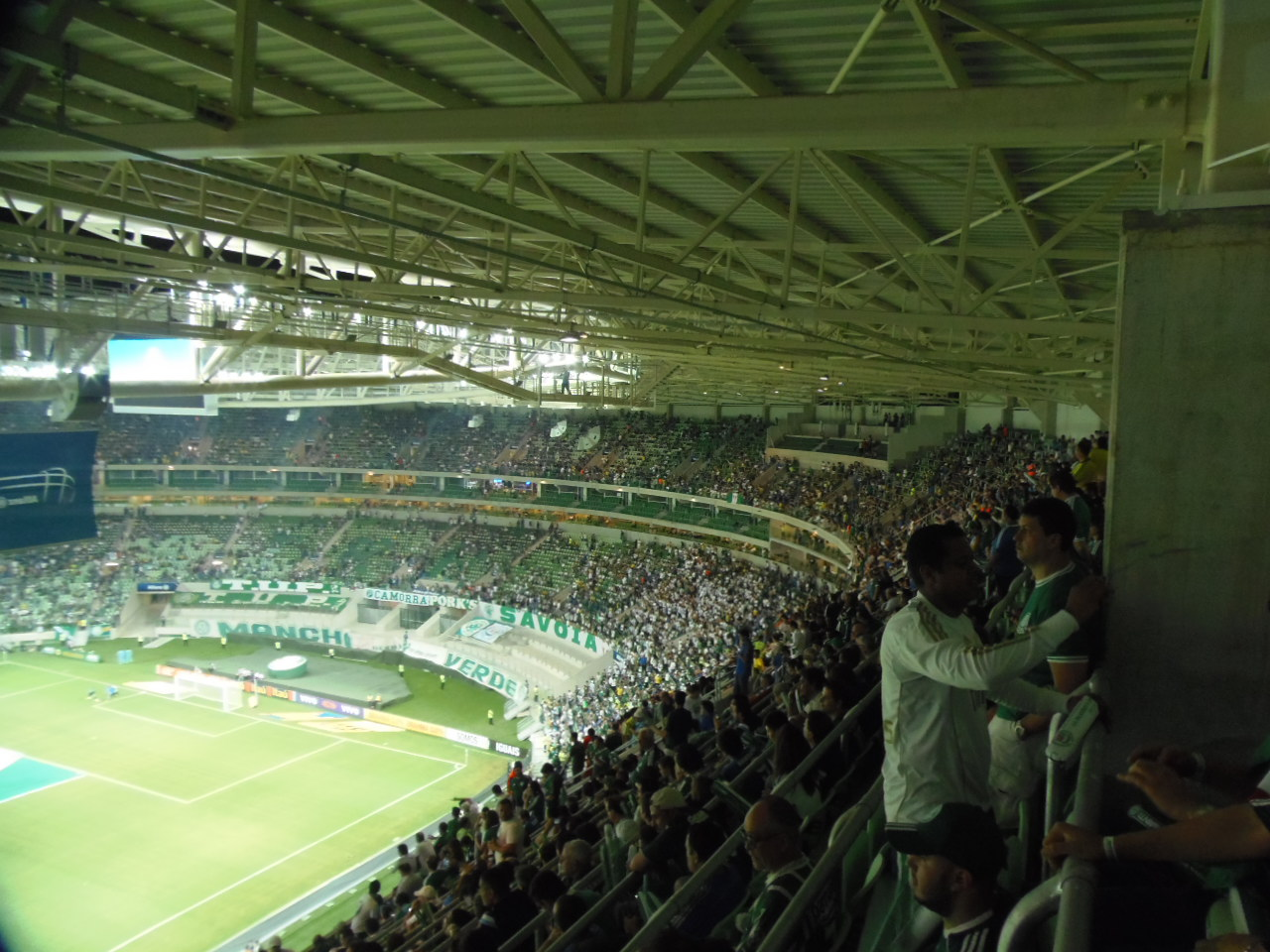
Blick von der Haupttribüne auf die rechte Tribünenhälfte
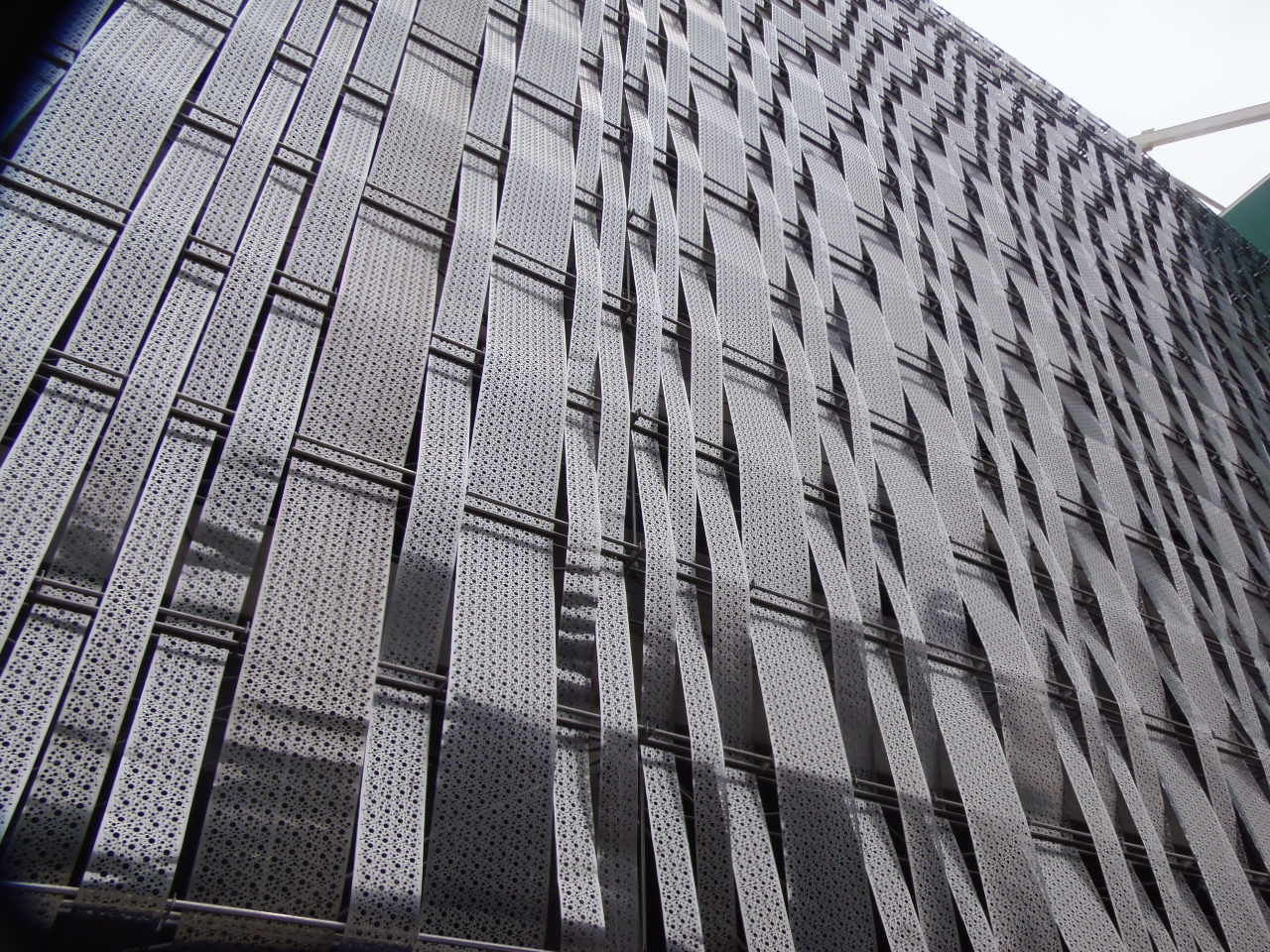
Fassade des Allianz Parque
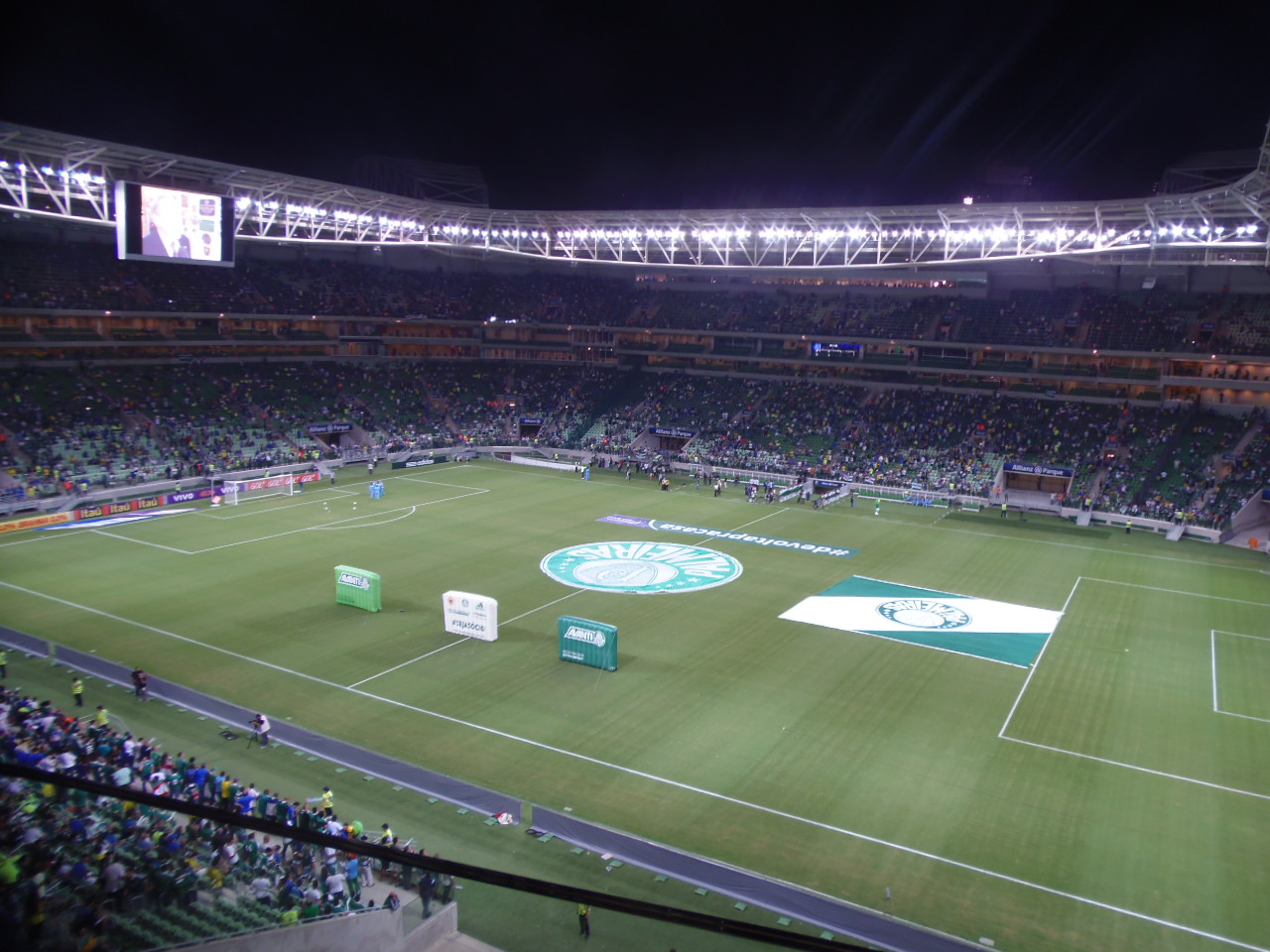
Einweihung des Allianz Parque am 19. November 2014